# Necronomicon (banda)
Necronomicón es una banda alemana de thrash metal banda del sur de Baden. El nombre de la banda lo toman de un grimorio ficticio inventado por H.P. Lovecraft.

## Historia
Necronomicon se funda en 1983 en la ciudad de Weil am Rhein por Volker "Freddy" Rich Fred (voz y guitarra), Axel Stricker(Batería) y Lars "Lala" Honeck (bajo). Freddy asistió durante cuatro años con Marcel "Schmier" Schirmer de Destruction a la misma clase en la escuela.
Originalmente una banda de punk (el demo Total rejection de 1985 fue bastante influenciado por bandas como Discharge o GBH), la dirección musical del Necronomicon cambió y recibió la influencia de bandas como Motörhead o Metallica.
En 1985, el cuarteto - el año anterior el guitarrista Jürgen "Jogi" Weltin se involucra - por el sello GAMA graba su primer contrato discográfico y lanzó el álbum Necronomicon. En la portada del álbum la banda conserva aún su apariencia punk. El álbum, una mezcla de thrash con influencias punk, hizo que los alemanes sean reconocidos en la escena underground. En 1987, el segundo álbum Apocalyptic Nightmare fue lanzado al mercado. En un tour por el bloque del Este, que comenzó en Austria y Hungría, la banda se ganó un gran número de seguidores en la ex Checoslovaquia y Rusia.
En este momento, a finales de 1980, llegó el apogeo del thrash metal alemán con bandas tales como Kreator, Sodom y Destruction.Sin embargo Necronomicon había tenido menos éxito en este sentido,, debido a algunos amargos retrocesos: Después de 1988, el tercer álbum Escalation fue publicado en la escalada por GAMA Records, con
inconsistencias financieras por parte del sello discográfico. Necronomicon entonces se desliga de GAMA. Comienza entonces una disputa legal, GAMA amenaza con quedarse con el derecho absoluto por diez años además de renunciar a las canciones. Con esta se vio obligada también a no grabar más.
Sólo en 1993 Necronomicon fue capaz de nuevo de firmar un nuevo contrato de grabación después de que ella se había dado cuenta
que los Registros GAMA negociado mediante el bloqueo de tiempo de más de diez años no es jurídicamente sostenible. Pero la alegría
el nuevo contrato, ahora bajo el sello de D & S Records, fue de corta duración. En 1994 bajo la
una nueva administración salió el disco Screams. Sin embargo, se informó a D & S Records en el mismo año que estaban en
insolvencia, y rompió todo contacto con la banda. Después, un incendio en la sala de ensayo estudio Kirchheimer Spygel dejó gran parte del equipo destruido. En los 90s el thrash fue ensombrecido por el nu metal y Necronomicon dejó de grabar álbumes por un buen tiempo.

## Regreso
A principios de 2000 el thrash metal resurgió, y Necronomicon se fue de gira nuevamente junto a grupos como Destruction o Exodus y produjo nuevos álbumes. En el 2004 fue lanzado Construction of evil, gracias aun contrato con Remedy Records de Hamburgo.
En el 2007 firman por el sello español Xtreem. Así fue publicado The revenge of the beast, álbum grabado en Neuenburg am Rhein. este álbum muestra el retorno de la banda a sus orígenes. El disco contó con 6 temas, basándose en actos diabólicos siendo etiquetados como mala influencia juvenil.

## Discografía
- 1985:  Total Rejecton (Demo)
- 1985: Necronomicon
- 1986: Break Out - German Metal Tracks No.2
- 1987: Apocalyptic Nightmare (Gama-Records)
- 1988: Escalation (Gama-Records)
- 1994: Screams (D & S Records)
- 2004: Construction of Evil (Remedy-Records)
- 2008: Revenge of the Beast (Xtreem Music)
- 2012: Invictus